# Diamante (Gianna Nannini)
Diamante è un singolo della cantautrice italiana Gianna Nannini, pubblicato il 10 dicembre 2021.

## Descrizione
Si tratta di una reinterpretazione dell'omonimo brano inciso nel 1989 dal cantante italiano Zucchero Fornaciari e vede la partecipazione vocale del cantautore italiano Francesco De Gregori, autore del brano.

## Video musicale
Il videoclip, diretto da Gaetano Morbioli, è stato reso disponibile in concomitanza dell'uscita del singolo attraverso il canale YouTube della cantante.

## Tracce
Testi di Francesco De Gregori, musiche di Matteo Saggese, Mino Vergnaghi, Zucchero Fornaciari.
1. Diamante (feat. Francesco De Gregori) – 4:01